# Satō (họ)
Satō (佐藤 (Tá Đằng)/ さとう) là họ phổ biến nhất tại Nhật Bản, họ này thường được phiên âm Latinh là Sato, Satoh, Saato hay Satou.

## Lịch sử
- Satō Sankichi (1857-1947), bác sĩ phẫu thuật Nhật Bản
- Satō Tetsutarō (1866-1942), đô đốc, nhà lý luận quân sự Nhật Bản
- Satō Naotake (1882-1971), nhà ngoại giao, chính trị gia Nhật Bản
- Satō Kennosuke (1891-1967), nhà báo Nhật Bản
- Satō Kōtoku (1893-1959), chỉ huy sư đoàn 31 (Quân đội Hoàng gia Nhật Bản) trong Cuộc tấn công U-Go
- Satō Tomiko (1893-1994), vợ  học giả, nhà thơ Trung Quốc  Guo Moruo
- Kishi Nobusuke (1896-1987), tên khai sinh là Satō Nobusuke, cựu Thủ tướng Nhật Bản
- Satō Chiyako (1897-1968) ca sĩ Nhật Bản
- Satō Eisaku (1901-1975), cựu thủ tướng Nhật Bản
- Satō Tadashi (1923-2005), nghệ sĩ Mỹ/Hawaii
- Gordon H. Sato (1927-2017), người Mỹ nhập cư, nhà sinh vật học và nhà bảo vệ môi trường
- Satō Akira (1930-2002), nhiếp ảnh gia Nhật Bản
- Satō Jackie (1957-1999), đô vật chuyên nghiệp Nhật Bản
- Okada Yukiko (1967-1986), tên khai sinh Satō Kayo, ca sĩ thần tượng
- Satō Ikio (1902–1945), nhà nghiên cứu bò sát, và thiên nhiên Hiroshima, và một trong số các nạn nhân của vụ tấn công hạt nhân Hiroshima vào ngày 6 tháng 8 năm 1945.

## Hiện tại
- Satō Hisato (born 1982), cầu thủ bóng đá
- Satoh Kayo (born 1988), người mẫu
- Masaki Sato (born 1999), ca sĩ thần tượng (Morning Musume)
- Satō Naoki (born 1970), nhà soạn nhạc
- Sato Natsuki (born 1990), ca sĩ thần tượng (AKB48), diễn viên
- Satō Shōri (born 1996), thành viên của nhóm nhác j-pop Sexy Zone
- Satō Sumire (born 1993), ca sĩ thần tượng (AKB48), diễn viên

## Nhân vật hư cấu
- Sato Inoue, nhân vật trong Biểu tượng thất truyền
- Sato Katsumi, nhân vật phụ trong Hành trình U linh giới
- Satou Kenta, nhân vật trong Nhóc Miko - Cô bé nhí nhảnh
- Satou Kouji, nhân vật phụ trong Yu-Gi-Oh! GX
- Sato Masao (Max), nhân vật trong Shin - cậu bé bút chì
- Sato Masashi, nhân vật trong To Heart
- Sato Miwako, nhân vật trong Thám tử lừng danh Conan
- Satō Tatsuhiro, nhân vật chính trong Chào mừng đến với N. H. K!
- Satō Kazuma, nhân vật chính trong Konosuba